# György Vízvári
György Vizvári (en allemand : György Weiss, né le 18 décembre 1928 à Budapest, mort le 30 juillet 2004 dans la même ville) est un joueur de water-polo hongrois, champion olympique en 1952 à Helsinki.